# Fábrica (iglesia)
En religión, se llama fábrica en general a la renta o temporal afecto para la conservación de una iglesia parroquial, tanto para las reparaciones como para la celebración del servicio divino.
La expresión de fábrica de las iglesias, tomada en el sentido literal, significaba antiguamente la construcción de las iglesias; también se dice en España e Italia fabricar una iglesia, una casa, etc. La voz fábrica se emplea en este sentido en varios cánones. Después se comprendieron bajo la misma palabra las reconstrucciones y reparaciones de las iglesias cualesquiera que fuesen y por último, todos los gastos que se hagan tanto para el mismo edificio, como para su adorno, vasos sagrados, libros, ornamentos, etc., y en una palabra los varios objetos empleados en el servicio divino.
En una acepción diferente se entendía por fábrica, dice M. Henequin, los bienes temporales de las iglesias tomadas individualmente; también se comprendía en ella los bienes muebles e inmuebles y las rentas ordinarias o casuales afectas para la conservación del templo y gastos del culto.
Por último, la palabra fábrica servía y sirve todavía para designar el cuerpo o reunión de las personas encargadas de la administración de los bienes de cada iglesia.